# Клоноа
Клоноа (яп. 風のクロノア; Кадзэ но Куроноа; Ветреный Клоноа; англ. Klonoa;) — вымышленный персонаж, главный герой одноимённой серии игр Klonoa. Существо, нечто среднее между котом и кроликом (фанаты его называют котокроликом). Персонаж был создан Ёсихико Араи, в сотрудничестве с компанией Namco и Klonoa Works в 1997 году. Клоноа играет главную роль в каждой игре его одноимённой серии игр. Персонаж в Японии был озвучен Кумико Ватанабэ на оригинальном языке.

## Биография
Клоноа живёт в мире Фантомайла, в маленьком селе под названием Бризгейл со своим дедушкой. Из сюжета игры Klonoa: Door to Phantomile следует, что мир в котором живёт Клоноа, не его вселенная, а другая, также названная Фантомайлом. Клоноа был послан Хьюпеем в другой Фантомайл, чтобы спасти его мир и сны, а чтобы Клоноа считал тот Фантомайл своим домом, Хьюпей изменил ему воспоминание. После того, как Клоноа спас мир от Гадиуса, он был послан обратно в свой мир с помощью Песни возрождения, которую спела Лефис.

### Странник снов
Клоноа описывается в игре как «Dream Traveler» (Путешественник Снов). Судьба Клоноа — постоянные путешествия в различные миры снов, которые находятся в опасности. Во время путешествий, Клоноа постоянно находит новых друзей, которые также становятся главными персонажами. Например: Попка, или Лоло из Lunatea’s Veil. Также, у Клоноа появляется и множество конкурентов, таких как Гантз, Леорина или Джока.

## Внешний вид
На сегодняшний день внешний образ Клоноа значительно изменился. Но основные его черты сохранились. Например: большие уши и синяя кепка, изображающая Пакмана. Клоноа также имеет сходство с персонажами из вселенной Sonic The Hedgehog.

### «Klonoa: Door to Phantomile»
В «Klonoa: Door to Phantomile» Клоноа в красных шортах, носит красный ремень на шее. У Клоноа большие, кошачьи глаза жёлтого цвета.

### «Klonoa: Moonlight Museum»
В «Klonoa: Moonlight Museum» внешность Клоноа слегка поменялась. Его форма глаз изменилась, а также он стал выше ростом.

### «Klonoa 2: Lunatea’s Veil»
Самое большое изменение во внешности можно увидеть в игре «Klonoa 2: Lunatea’s Veil». Там Клоноа носит уже синюю рубашку с большой белой булавкой и синие шорты. Ещё у Клоноа изменился цвет глаз. Ранее они были у него жёлтыми, а теперь они стали оранжевыми. Окрас тоже поменялся. Изначально у Клоноа он был тёмно-синим, теперь он чёрный.

### «Klonoa 2: Dream Champ Tournament»
Дизайн Клоноа был слегка изменён ещё раз в «Klonoa 2: Dream Champ Tournament». Здесь у него более круглые глаза и более крупные клыки.

### Wii-ремейк «Klonoa: Door to Phantomile»
В Wii ремейке «Klonoa: Door to Phantomile», Клоноа сильно отличается от своего предшественника. У Клоноа изменились глаза, они стали похожи как в Lunatea’s Veil. Также у Клоноа изменилась одежда. Теперь Клоноа носит красную жилетку с воротником, и шорты такого же цвета. Цвет шерсти изменился, как и в Lunatea’s Veil. Ещё ботинки Клоноа стали выше. Также изменились перчатки. Почти неизменяемой осталась кепка, которую Клоноа стал носить набекрень.

### Комикс «Dream Traveller of Noctis Sol»
В комиксе у Клоноа изменилась одежда. Он стал носить красную кофту, поверх которой есть ремешок-ошейник (точно такой же он носил в Door to Phantomile). Клоноа стал носить ботинки, похожие на те, которые были во 2 части. Цвет у кепки немного изменился и также изменилась форма козырька. Этот дизайн был придуман Хитоши Арига, художником этого комикса.

## История создания
Клоноа был придуман Ёсихико Араи. Первый дизайн Араи, «Шади», был похож на тень. Тем не менее, он чувствовал, что недостаток цвета не казался со вкусом, и бросил дизайн. Его следующий дизайн был создан с характерными глазами животных и длинными ушами, так как Араи чувствовал, что глаза и силуэт человека — это те функции, которые были замечены, когда они впервые встретились. Он добавил большую шляпу с эмблемой Пакмана на ней и воротником, чтобы дать персонажу детское и энергетическое качество. Дизайн был сохранён и использован для Клоноа. Ещё одна ранняя идея для персонажа заключалась в том, что он был подобным работать каменной фигурой, воплощённым в человеческую душу в ловушке.

## Язык
У Клоноа свой собственный уникальный язык, с такими восклицаниями как «Magya!» (когда Клоноа получает урон), «Rupurudu!» (Вперёд! ; Пойдём!) и его фирменное «Wahoo!», стали — крылатыми фразами. Хотя легко было бы маркировать язык Клоноа в качестве милого вымышленного языка, основанного японцами в франшизе Klonoa. Интересно, что в имени «Клоноа» японцы не произносят звук «Н», произнося его имя как «КлО-Оа».

## Личность
У Клоноа большое количество фобий и страхов. Например, когда он находится вокруг воды или больших высот Клоноа может стать встревоженным. Тем не менее он далеко не труслив и старается оставаться спокойным и уверенным, даже тогда когда вокруг него разные призраки и монстры. Иногда он даже бывает совершенно рассеянным и невнимательным. Однако, ещё с самой первой игры, Клоноа очень доброе, оптимистичное, наделённое сильной волей, существо. Он всегда мягок и нежен к другим, и готов сделать что угодно, чтобы помочь своим друзьям. А в играх Klonoa Heroes и Namco X Capcom (не связанных с основной серией) он протестует против попытки самоубийства Джоки, несмотря на все, что он сделал с ним.
В то время как в Klonoa 2: Lunatea’s Veil он приобрёл гораздо более спокойный и нейтральный нрав, чем в первой части, где он был более ребячливее и оптимистичнее, хотя и в том и в другом случае, у Клоноа одни и те же доброе сердце и сильная воля.
В дополнении к доброте, он никогда не отказывается от борьбы против зла. Он также проявляет большое уважение к тем, кто совершают героические поступки, как это было видно, когда он назвал Лоло героем за её роль в спасении Лунатеи. А ещё Клоноа также не нравится, когда кто-то называет его ребёнком или смотрит на него свысока, заставляя его пройти через многое, чтобы доказать их неправоту.

## Награды
Клоноа получил награду «лучший персонаж» на Tokyo Game Show в 1998 году.

## Способности и атаки
Небольшие способности Клоноа сохранялись почти в каждой игре, и очень мало изменялись. Большинство способностей он делает при помощи своих длинных ушей и «Wind Ring» (Кольца Ветра).

### Полёт
Полёт появляется почти в каждой игре серии. Например, его длинные уши позволяют ему оставаться в прыжке ещё пару секунд, что может помочь преодолеть яму или другое препятствие.

### Кольцо (пуля) ветра
При помощи кольца, у Клоноа больше возможностей. Например, можно поймать противника и использовать его как снаряд для атаки или для двойного прыжка. Также кольцо позволяет задействовать рычаги, специальные кнопки, которые активируются только таким способом. В «Klonoa 2: Lunatea’s Veil», помимо прочего, кольцо использовалось для того, чтобы собрать элементы с колоколов.

### Езда на доске
В некоторых играх Клоноа демонстрирует своё умение ездить на доске. Эта доска похожа на сноуборд, но она чуть-чуть парит над землёй. Доска доступна только в определённых уровнях. При езде на доске, Клоноа может использовать свои уши и Кольцо Ветра, благодаря чему можно совершать невероятно высокие и длинные прыжки. В игре «Klonoa 2: Lunatea’s Veil» доска впервые используется в битвах с боссами.

### Набор ныряльщика
Набор ныряльщика встречается в игре «Klonoa 2: Dream Champ Tournament». Это специальный механический скафандр, который был спроектирован специально для Клоноа, из-за его неумения плавать. Также встречается в игре «Klonoa Heroes», для того, чтобы дышать под водой.

### Атака торнадо
Одна из атак Клоноа, которая встречается в «Klonoa Heroes» и «Klonoa Beach Volleyball». В игре «Klonoa Heroes: Legend of the Star Medal» , Клоноа захотел изучить атаку, достаточно сильную для победы над Гантзом. Клоноа заявляет, что может «видеть ветер», и это вдохновляет его на взятие атаки торнадо. Используя атаку, Клоноа летает в воздухе и создаёт большое количество торнадо вокруг себя. В игре «Klonoa: Beach Volleyball» торнадо появляется тогда, когда Клоноа использует специальный удар. Здесь торнадо втягивает врагов.

### Tornado Attack EX
Эта атака использовалась только в кат-сцене игры «Klonoa Beach Volleyball». Клоноа использовал эту атаку только для того, чтобы победить соперников, но случайно эта атака разрушает мельницу Бризгейла. Способ атаки неизвестен.

### Ураган Грома
Вторая специальная атака Клоноа, которая встречается в игре «Klonoa Heroes: Legend of the Star Medal». Одолев Джоку, Клоноа начинает думать о новой атаке. Когда он катался на проводе, он получает электрозаряд. И это вдохновляет его создать Ураган Грома. Используя эту атаку, Клоноа создаёт вспышки молнии вокруг себя. Также в игре имеется множество других оружий, таких как молот, меч, пушка, бумеранг. И всё это появляется только в «Klonoa Heroes: Legend of the Star Medal».

## Появления

### Сольная серия игр
Клоноа является играбельным персонажем всей сольной серии игр — Klonoa: Door to Phantomile, Klonoa: Moonlight Museum, Klonoa 2: Lunatea’s Veil, Klonoa: Empire of Dreams, Klonoa 2: Dream Champ Tournament, Klonoa Beach Volleyball и Klonoa Heroes: Densetsu no Star Medal.

### Комиксы
Klonoa: Dream Traveller of Noctis Solсерия комиксов, опубликованная ShiftyLook, написанная Джимом Зубом и нарисованная Хитоси Арига. Серия началась в августе 2012 года и продержалась два сезона: каждую среду и пятницу выпускались новые номера, а затем резко прекратились в середине или конце 2014 года, когда ShiftyLook закрылась.

### Манга
«Shippuu Tengoku Kaze no Klonoa» — комедийная манга, состоящая из двух томов, которая, в отличие от более серьёзного тона видеоигр, показывает Клоноа как добродушного, неуклюжего и глуповатого ребёнка, одержимого идеей стать супергероем. Его попытки совершать добрые дела, как правило, терпят неудачу или приводят к обратному эффекту из-за его чрезмерного энтузиазма, его привычки делать поспешные выводы, а иногда и просто из-за неудачи. Тома манги были выпущены в 2002 и 2003 годах.

### Камео
- Клоноа имел эпизодические выступления в Alpine Racer 3, Smash Court 3 и Taiko no Tatsujin[7].
- Клоноа и Гантз выступают в качестве играбельного дуэта в перекрёстной RPM Namco, Namco × Capcom. Они сохраняют аналогичные шаги от героев Клоноа. Джока, Джанго и различные разновидности Муусов также появляются как часть врагов игры, в то время как Лоло и Верховная жрица Ла-Лакуша появляются в качестве неиграбельных персонажей.
- В «Tales of Destiny 2» слева от комнаты персонажа Гарольда можно увидеть плюшевую игрушку Клоноа.
- В «Рассказах о симфонии» персонаж Пресеа мог получить костюм Клоноа.
- В «Сказках сердец», «Keroro RPG», «Kishi to Musha» и «Densetsu no Kaizoku», Клоноа появляется как персонаж вызова.
- В «Рассказах о Весерии» Клоноа появляется в форме статуи товарищества с именем C.Ф.Статуэ. Существует также костюм Клоноа для персонажа Карол. как загружаемого контента в версии PS3.
- В «Сказках о Фантазии» Клоноа появляется как Статуя Дружбы.
- В Soulcalibur V Клоноа появляется, как брелок для экрана загрузки и для создания персонажа.
- Клоноа появляется в Tekken 7 вместе с другими персонажами Bandai Namco[8].

## Отменённый анимационный фильм
27 октября 2016 года было объявлено о создании полнометражного мультфильма. 10 января 2017 года было объявлено, что Хидэо Ёсидзава присоединился к проекту в качестве исполнительного продюсера. Эш Полсен из GameXplain также присоединился в качестве помощника продюсера. После двух лет без обновлений писатель Хитоси Арига подтвердил, что проект был отменён 4 января 2019 года.